# 군영

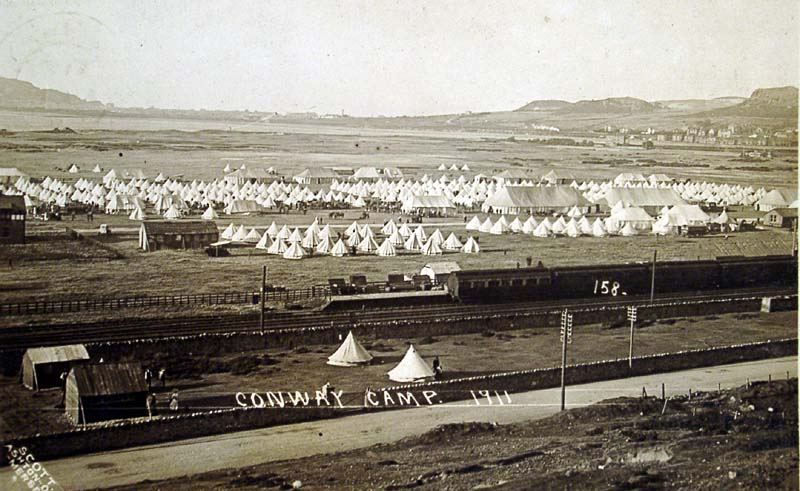
노스웨일즈 연안의 컨위에 위치한 군영 (1911년).

군영(軍營, military camp) 또는 진지(陣地)는 군대의 숙박을 위한 반영구적인 시설이다. 훈련이나 작전 시에 군대가 주둔하던 곳으로부터 떨어져나와 여행을 할 때에 군영을 세우게 된다. 또, 커다란 야영지의 모습을 갖추는 경우도 있다. 로마 시대에 군영은 로마 군단 전단에 도움을 주기도 했다.

## 조선시대의 군영
조선시대에 각 지역에 설치된 군부대를 군영이라고 호칭하였다. 영(營), 군문(軍門), 영문(營門) 등이라고도 한다. 대표적인 군영은 아래와 같다.
- 훈련도감: 임진왜란 시기에 설치된 중앙 군영 (오군영의 하나)
- 어영청: 1623년 설치된 중앙 군영 (오군영의 하나)
- 금위영: 1682년 설치된 중앙 군영 (오군영의 하나)
- 총융청: 1624년 설치된 중앙 군영 (오군영의 하나)
- 수어청: 1626년 설치된 중앙 군영 (오군영의 하나)
- 장용영: 1788년 설치된 중앙 군영 (수원)
- 통제영: 삼도 수군을 지휘하는 수군 군영 (삼도수군통제영)
- 순찰사영: 각 도의 순찰사가 지휘하는 군영 (조선 후기에는 관찰사가 겸임)
- 첨사영: 각 지방의 첨절제사가 지휘하는 군영 (현재의 연대급 부대)
- 만호영: 각 지방의 만호가 지휘하는 군영 (현재의 대대급 부대)

## 같이 보기
- 카스트라